# Kantridabassängerna

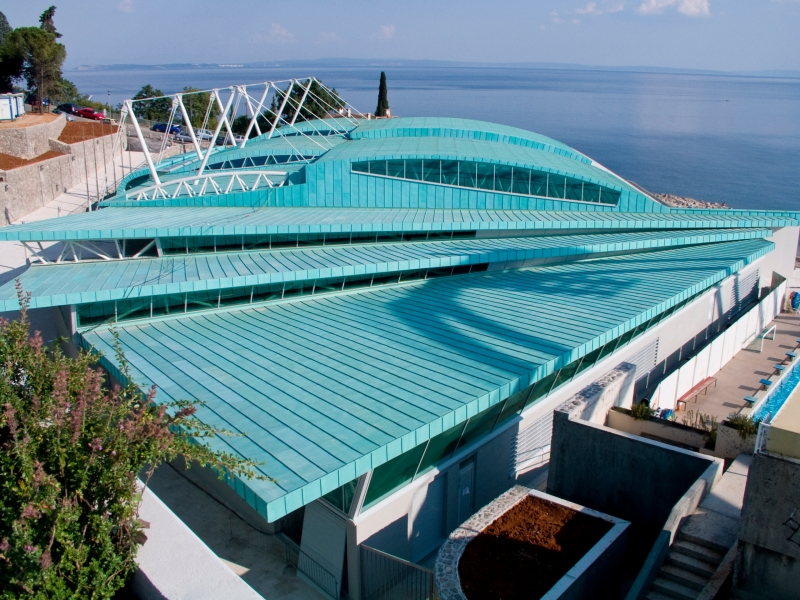
Kantridabassägnerna 2008.

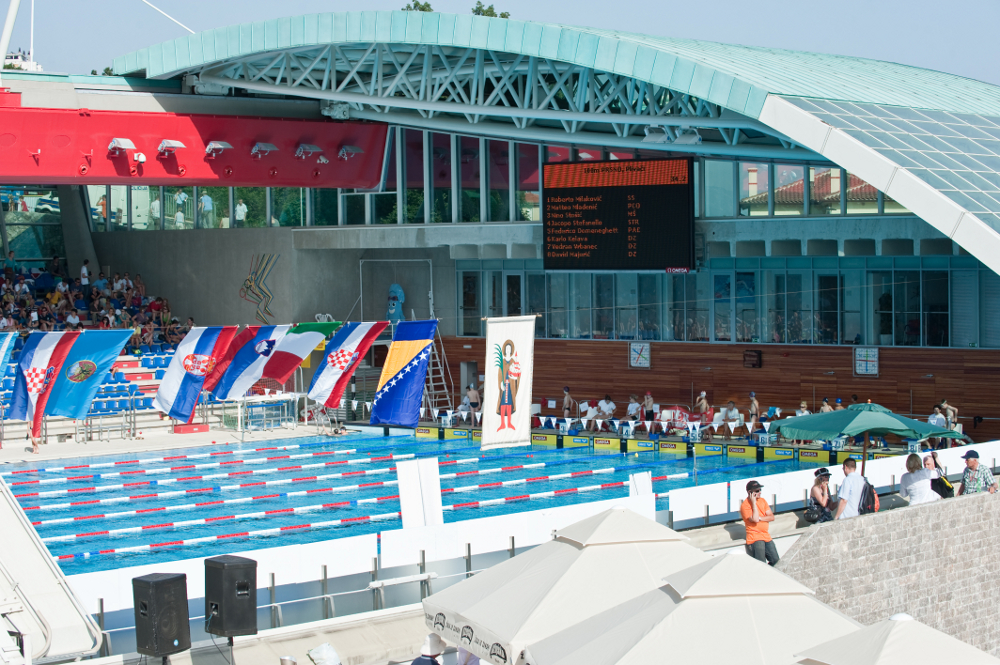
Kantridabassängerna 2010.

Kantridabassängerna (kroatiska: Bazeni Kantrida) är en sportanläggning i Rijeka i Kroatien. Den invigdes år 2008 och ligger vid Adriatiska havet, nordväst om Kantridastadion i stadsdelen Kantrida. Kantridabassängerna är ett sportkomplex bestående av fem simbassänger ämnade för sport, rekreation och nöje. I anslutning till simbassängerna ligger Pločestranden. Sportanläggningen är hemmaarena för vattenpoloklubben VK Primorje. 

## Simbassängerna
Kantridabassängerna har fem simbassänger av varierande mått. De fem simbassängerna är Olympiska bassängen 1, Olympiska bassängen 2, Bassängen för simhopp, Bassäng 25 m och Barnbassängen. De två förstnämnda, varav Olympiska bassängen 1 är den största, har olympiska mått.